# سوخوی لوگ (یلتسوفکا ۱)
سوخوی لوگ (روسی: Сухой Лог) یک رودخانه در استان نووسیبیرسک کشور روسیه است.